# Hans-Peter Portmann

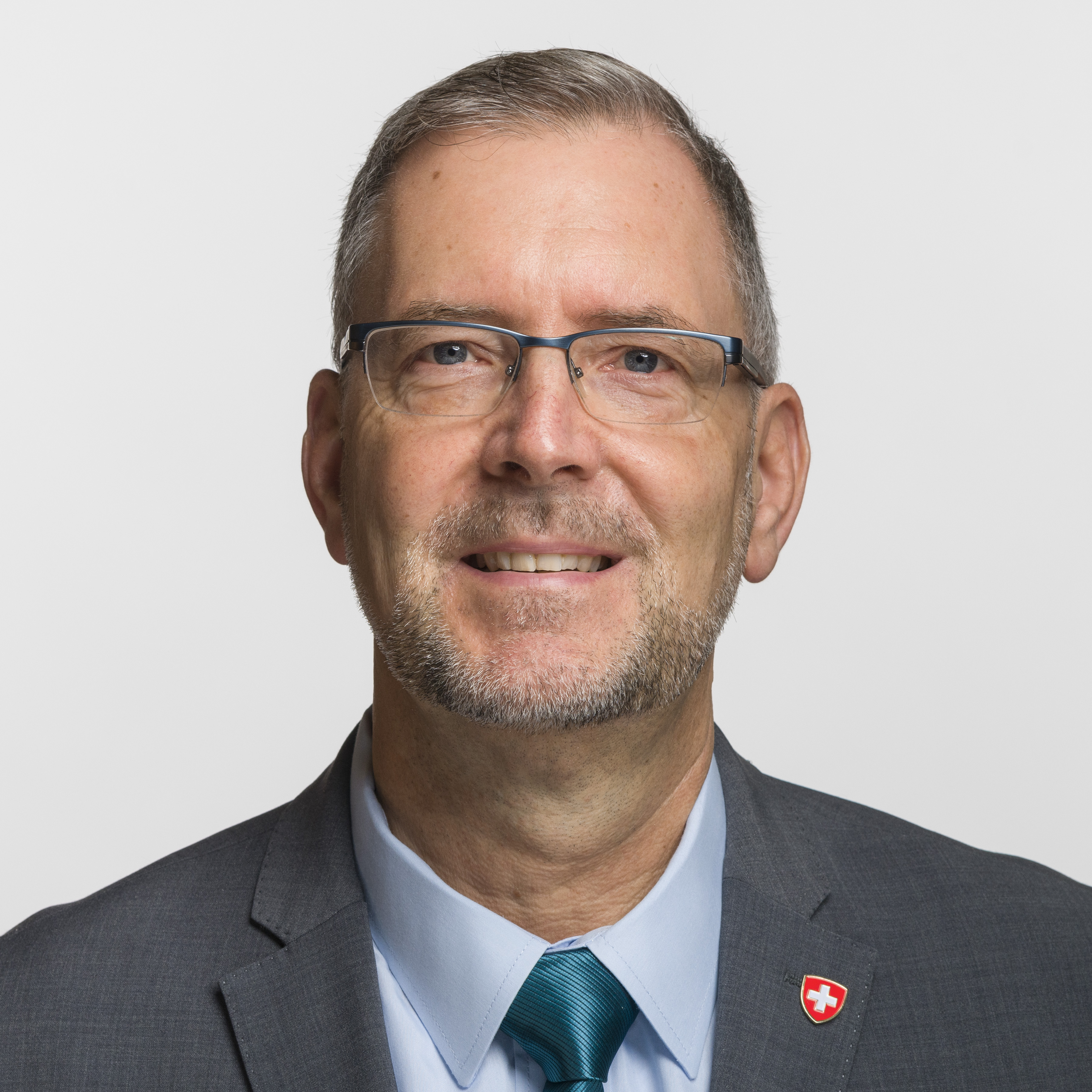
Hans-Peter Portmann (2019)

Hans-Peter Portmann (* 22. Februar 1963 in Bülach; heimatberechtigt in Zürich und Sempach) ist ein Schweizer Bankmanager und Politiker (FDP). Er ist seit 2014 Nationalrat und da Mitglied der aussenpolitischen Kommission sowie der bundesparlamentarischen Delegation zur EU/EFTA. Zuvor war Portmann von 1994 bis 2014 Zürcher Kantonsrat.

## Leben
Portmann hat einen International Executive MBA und ist bei der LGT Bank (Schweiz) AG im Rang eines Direktors angestellt. Er ist Vizepräsident des Zürcher Bankenverbandes. Er war Präsident der Baugenossenschaft Kolping BGK und der Stiftung «Stunde des Herzens». Darüber hinaus ist Portmann Mitglied mehrerer Stiftungsräte.
Er ist Oberst aD. Portmann lebt mit seinem Partner in einer eingetragenen Partnerschaft und wohnt in Rüschlikon.